# Guido Kopp (Fußballspieler)
Guido Kopp (* 23. Februar 1966 in Mönchengladbach; † 1. Juni 2019) war ein deutscher Fußballspieler und -trainer.

## Karriere
Guido Kopp spielte im Jugendbereich von Borussia Mönchengladbach und wechselte 1984 zum VVV-Venlo in die Niederlande. Dort absolvierte er vier Spiele in der Eredivisie 1985/86 und schoss ein Tor gegen MVV Maastricht. 1986 kam Kopp zurück nach Deutschland zum SV Baesweiler 09. In der Saison 1988/1989 spielte er für seinen Ausbildungsverein in der Bundesliga. Er erhielt zwei Einsätze und wechselte nach der Saison zum 1. FC Viersen.
Nach seiner Karriere war er Fußballtrainer in der Region Mönchengladbach.

## Leben
Er starb im Alter von 53 Jahren an einem Herzinfarkt.